# Nazacara de Pacajes
Nazacara de Pacajes es una localidad y municipio de Bolivia, ubicado en la provincia de Pacajes del departamento de La Paz. El municipio de Nazacara de Pacajes es uno de los ocho municipios que conforman la provincia. La capital del municipio es la localidad homónima.
Según el último censo oficial realizado por el Instituto Nacional de Estadística de Bolivia (INE) en 2012, el municipio cuenta con una población de 619 habitantes y está situado a una altitud promedio de 3800 metros sobre el nivel del mar.
El municipio posee una extensión superficial de 22 km² y una densidad de población de 28,13 hab/km² (habitante por kilómetro cuadrado).

## Demografía
De acuerdo con el censo boliviano de 2024, la población del municipio de Nazacara de Pacajes es de 3 990 habitantes.
La población del municipio aumentó casi treinta veces entre 1992 y 2024:
| Año  | Habitantes (municipio) | Fuente                  |
| ---- | ---------------------- | ----------------------- |
| 1992 | 135                    | Censo boliviano de 1992 |
| 2001 | 267                    | Censo boliviano de 2001 |
| 2012 | 619                    | Censo boliviano de 2012 |
| 2024 | 3 990                  | Censo boliviano de 2024 |